# Германия на «Евровидении-1981»
Германия принимала участие в Евровидении 1981, проходившем в Дублине, Ирландия. На конкурсе её представляла Лена Валаитис с песней «Johnny Blue», выступавшая под номером 3. В этом году, как и в прошлом, страна заняла 2-е место, получив 128 баллов. Комментатором конкурса от Германии в этом году был Адо Шлер, глашатаем — Габи Шнелле.

## Национальный отбор
Национальный отбор проходил в Мюнхене. Был повторен опыт 1979 года: случайно выбранные 500 человек голосовали за понравившуюся песню. Ведущей шоу была Катя Эбштайн — участница Евровидения предыдущего года от Германии, занявшая второе место
| Номер | Артист                      | Песня                         | Голоса | Место |
| ----- | --------------------------- | ----------------------------- | ------ | ----- |
| 1     | Йанц                        | «Steine»                      | 2355   | 10-е  |
| 2     | Нина Мартин                 | «Männer»                      | 2292   | 11-е  |
| 3     | Такко Окерси                | «Träume brauchen Zeit»        | 2269   | 12-е  |
| 4     | Ленц Хаузер и Харальд Стафл | «Moment»                      | 2856   | 8-е   |
| 5     | Томас Фахсбергер            | «Josephine»                   | 2956   | 7-е   |
| 6     | Рудольф Рок и Ди Шокер      | «Mein Transistorradio»        | 2735   | 9-е   |
| 7     | Лена Валаитис               | «Johnny Blue»                 | 5023   | 1-е   |
| 8     | Мартин Манн                 | «Boogie Woogie»               | 4039   | 3-е   |
| 9     | Юрген Ренфордт              | «Barfuß durch ein Feuer»      | 3963   | 4-е   |
| 10    | Группа «Leinemann»          | «Das Ungeheuer von Loch Ness» | 3921   | 5-е   |
| 11    | Группа «The Hornettes»      | «Mannequin»                   | 4304   | 2-е   |
| 12    | Петер Корнелиус             | «Träumer, Tramps und Clowns»  | 3769   | 6-е   |

## Страны, отдавшие баллы Германии
Каждая страна оценивает 10 участников оценками 1-8, 10, 12.
| 12 баллов                    | 10 баллов | 8 баллов                   | 7 баллов                 | 6 баллов |
| ---------------------------- | --------- | -------------------------- | ------------------------ | -------- |
| Италия Испания Турция Швеции | Бельгия   | Кипр Франция Дания Израиль | Великобритания Финляндия | Ирландия |
| 5 баллов                     | 4 балла   | 3 балла                    | 2 балла                  | 1 балл   |
| Греция Австрия               | Норвегия  | Люксембург Нидерланды      | Югославия                |          |

## Страны, получившие баллы от Германии
| 12 баллов  | 10 баллов      | 8 баллов   | 7 баллов  | 6 баллов |
| ---------- | -------------- | ---------- | --------- | -------- |
| Франция    | Швеция         | Португалия | Швейцария | Ирландия |
| 5 баллов   | 4 балла        | 3 балла    | 2 балла   | 1 балл   |
| Люксембург | Великобритания | Нидерланды | Греция    | Дания    |